# Kreider-Reisner XC-31
El Kreider-Reisner XC-31 o Fairchild XC-31 fue un avión de transporte monoplano monomotor estadounidense de los años 30, diseñado y construido por Kreider-Reisner.

## Diseño y desarrollo

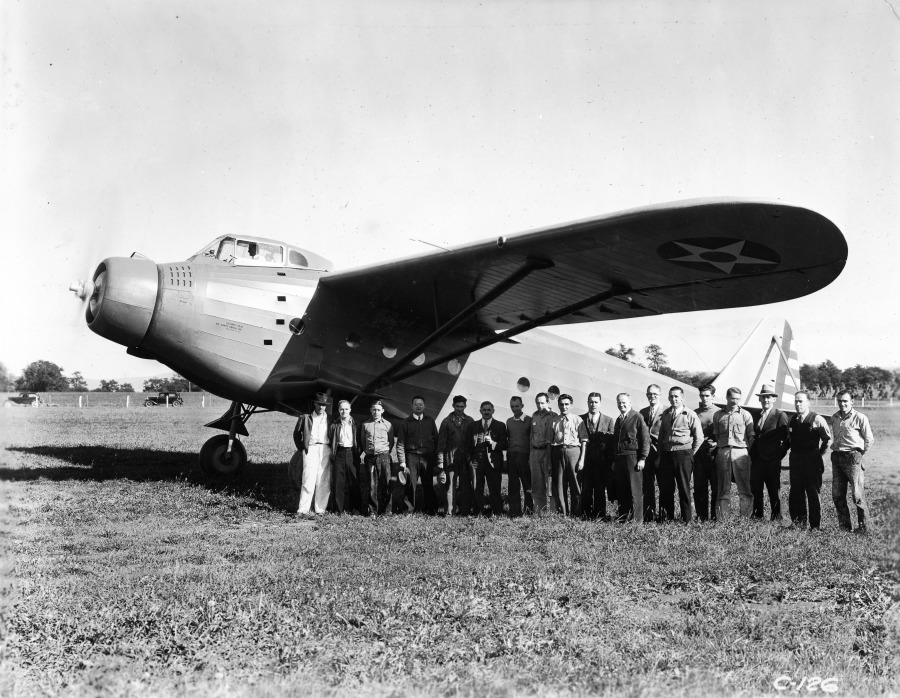
Kreider-Reisner XC-31 (34-026).

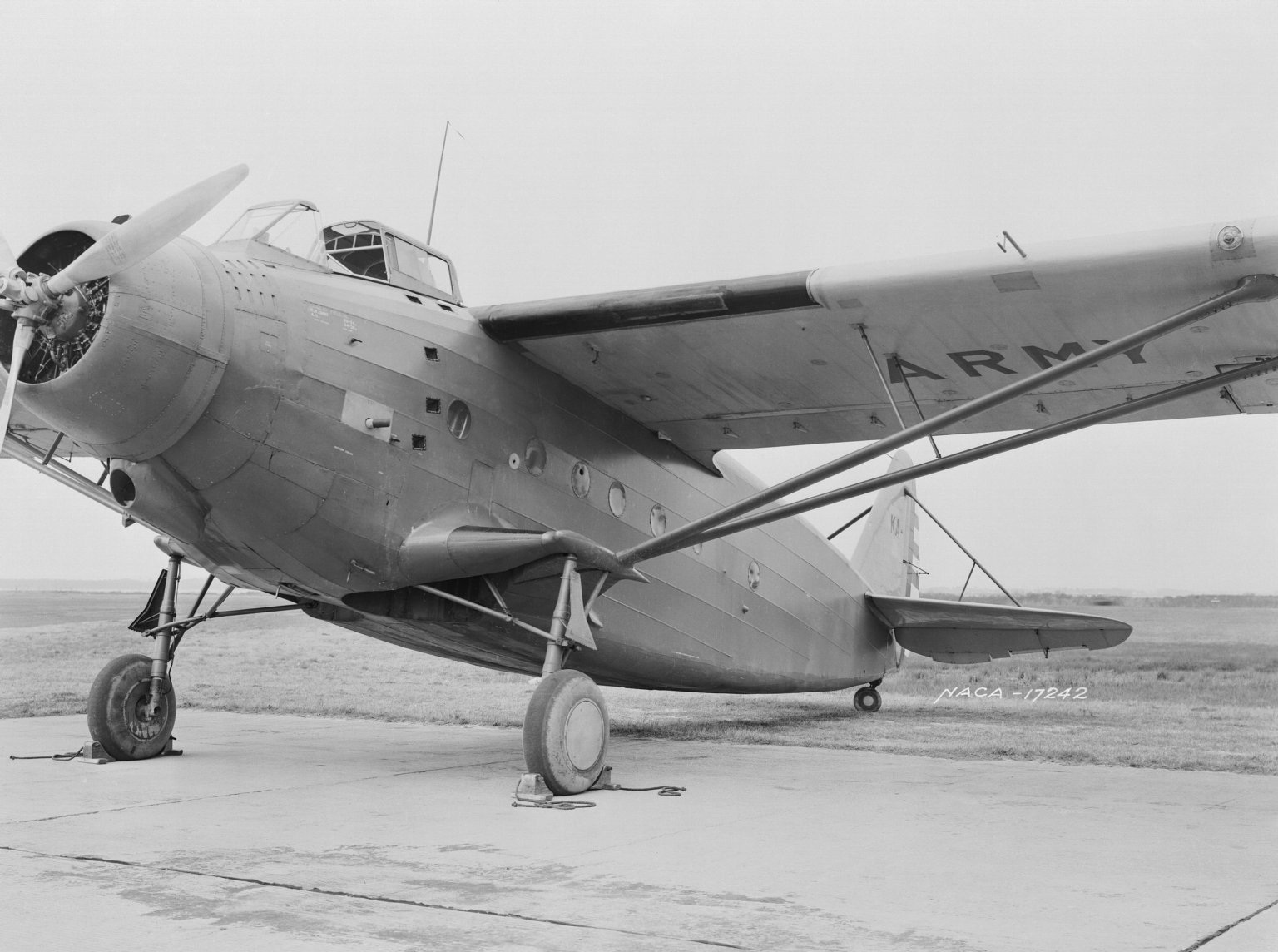
XC-31 en Langley.

Fue el mayor avión monomotor construido de la época, así como uno de los últimos aviones recubiertos de tela en ser probados por el Cuerpo Aéreo del Ejército de los Estados Unidos. Diseñado como una alternativa a los emergentes transportes bimotores de la época como el Douglas DC-2, fue evaluado por el Cuerpo Aéreo en Wright Field, Ohio, bajo la designación de pruebas XC-941, pero fue rechazado en favor de diseños bimotores totalmente metálicos.
El XC-31 fue construido con una estructura de aleación de aluminio recubierta de tela, ala arriostrada mediante soportes y tren de aterrizaje totalmente retráctil, estando montadas las unidades principales en pequeñas alas embrionarias, retrayéndose hacia dentro. Una novedosa característica adicional era la provisión de puertas principales de carga que estaban en paralelo con el suelo para facilitar la carga.
Tras la evaluación del USAAC, el XC-31 fue transferido al NACA, que lo usó para realizar estudios de congelamiento en su Centro de Investigación de Langley.

## Operadores
Estados Unidos
- Cuerpo Aéreo del Ejército de los Estados Unidos

## Especificaciones
Referencia datos: USAF Museum, History of Airplanes

### Características generales
- Tripulación: Uno (piloto)
- Capacidad: 15 pasajeros o 1600 kg de carga
- Longitud: 16,9 m (55,4 ft)
- Envergadura: 22,9 m (75 ft)
- Altura: 4,8 m (15,8 ft)
- Superficie alar: 74,5 m² (801,9 ft²)
- Peso vacío: 3321 kg (7319,5 lb)
- Peso cargado: 5783 kg (12 745,7 lb)
- Planta motriz: 1× motor radial de nueve cilindros refrigerado por aire y sobrealimentado Wright R-1820-25.
  - Potencia: 559 kW (771 HP; 760 CV)

### Rendimiento
- Velocidad máxima operativa (Vno): 248 km/h (154 MPH; 134 kt)
- Velocidad crucero (Vc): 230 km/h (143 MPH; 124 kt)
- Alcance: 1247 km (673 nmi; 775 mi)
- Techo de vuelo: 4570 m (14 993 ft)

## Aeronaves relacionadas

### Aeronaves similares
- Junkers Ju 52
- Douglas DC-2
- Ford Trimotor

### Secuencias de designación
- Secuencia C-_ (Aviones de Carga del USAAC/USAAF/USAF, 1924-1962): ← C-28 - C-29 - C-30 - C-31 - C-32 - C-33 - C-34 →